# Adrián Menéndez Maceiras
Adrián Menéndez Maceiras (Marbella, 28 oktober 1985) is een Spaanse tennisser. Hij deed al mee aan verschillende Grand slams, waar hij direct in de eerste ronde verloor. Hij heeft wel vier challenger in het enkelspel en tien challengers in het dubbelspel op zijn naam staan.

## Palmares

### Palmares enkelspel
| Nr.                  | Datum         | Toernooi        | Ondergrond | Tegenstander in finale | Score         |
| -------------------- | ------------- | --------------- | ---------- | ---------------------- | ------------- |
| Gewonnen challengers |               |                 |            |                        |               |
| 1.                   | 2 juli 2007   | Córdoba         | Hardcourt  | Dudi Sela              | 6-4, 0-6, 7-5 |
| 2.                   | 27 maart 2017 | Léon            | Hardcourt  | Roberto Quiroz         | 6-4, 3-6, 6-3 |
| 3.                   | 15 mei 2017   | Samarkand       | Gravel     | Aldin Setkic           | 6-4, 6-2      |
| 4.                   | 30 april 2018 | Puerto Vallarta | Hardcourt  | Danilo Petrovic        | 1-6, 7-5, 6-3 |

### Palmares dubbelspel
| Nr.                              | Datum            | Toernooi        | Ondergrond    | Partner              | Tegenstanders in finale                    | Score             |
| -------------------------------- | ---------------- | --------------- | ------------- | -------------------- | ------------------------------------------ | ----------------- |
| Gewonnen challengers herendubbel |                  |                 |               |                      |                                            |                   |
| 1.                               | 21 februari 2011 | Casablanca      | Gravel        | Guillermo Alcaide    | Leonardo Tavares Simone Vagnozzi           | 6-2, 6-1          |
| 2.                               | 30 mei 2011      | Prostějov       | Gravel        | Sergej Boebka        | David Marrero Rubén Ramírez Hidalgo        | 7-5, 6-2          |
| 3.                               | 13 juni 2011     | Milaan          | Gravel        | Simone Vagnozzi      | Andrea Arnaboldi Leonardo Tavares          | 0-6, 6-3, [10-5]  |
| 4.                               | 20 februari 2012 | Meknes          | Gravel        | Jaroslav Pospisil    | Andrea Arnaboldi Gerard Granollers         | 6-3, 3-6, [10-8]  |
| 5.                               | 26 maart 2013    | San Luis Potosí | Gravel        | Marin Draganja       | Marco Chiudinelli Peter Gojowczyk          | 6-4, 6-3          |
| 6.                               | 28 april 2014    | Ostrava         | Gravel        | Andrej Koeznetsov    | Alessandro Motti Matteo Viola              | 4-6, 6-3, [10-8]  |
| 7.                               | 13 oktober 2014  | Indore          | Hardcourt     | Oleksandr Nedovjesov | Yuki Bhambri Divij Sharan                  | 2-6, 6-4, [10-3]  |
| 8.                               | 4 mei 2015       | Qarshi          | Hardcourt     | Yuki Bhambri         | Sergey Betov Michail Jelgin                | 5-7, 6-3, [10-8]  |
| 9.                               | 26 oktober 2015  | Pune            | Hardcourt     | Gerard Granollers    | Maximilian Neuchrist Divij Sharan          | 1-6, 6-3, [10-6]  |
| 10.                              | 31 juli 2017     | Segovia         | Hardcourt     | Serhij Stachovsky    | Roberto Ortega-Olmedo David Vega Hernandez | 4-6, 6-3, [10-7]  |
| 11.                              | 10 november 2019 | Knoxville       | Hardcourt (I) | Hans Hach Verdugo    | Bradley Klahn Sem Verbeek                  | 7-66, 4-6, [10-5] |

## Resultaten grote toernooien
| Legenda | Legenda                          |
| ------- | -------------------------------- |
| g.t.    | geen toernooi gehouden           |
| l.c.    | lagere categorie                 |
| –       | niet deelgenomen                 |
| G       | uitgeschakeld in de groepsfase   |
| 1R      | uitgeschakeld in de eerste ronde |
| 2R      | uitgeschakeld in de tweede ronde |
| 3R      | uitgeschakeld in de derde ronde  |
| 4R      | uitgeschakeld in de vierde ronde |
| KF      | uitgeschakeld in de kwartfinale  |
| HF      | uitgeschakeld in de halve finale |
| F       | de finale verloren               |
| W       | het toernooi gewonnen            |
| w-v     | winst/verlies-balans             |

### Enkelspel
| grandslamtoernooien  |     |      |      |      |     |      |
| Australian Open      | –   | 1R   | –    | –    | –   | –    |
| Roland Garros        | –   | –    | –    | –    | –   | –    |
| Wimbledon            | 1R  | –    | –    | –    | –   | –    |
| US Open              | –   | –    | –    | –    | –   | 2R   |
| ATP Masters 1000     |     |      |      |      |     |      |
| Indian Wells         | –   | –    | –    | –    | –   | –    |
| Miami                | –   | –    | –    | 1R   | –   | –    |
| Monte Carlo          | –   | –    | –    | –    | –   | –    |
| Madrid               | –   | –    | –    | –    | –   | –    |
| Rome                 | –   | –    | –    | –    | –   | –    |
| Montréal/Toronto     | –   | –    | –    | –    | –   | –    |
| Cincinnati           | –   | –    | –    | –    | –   | –    |
| Shanghai             | –   | –    | –    | –    | –   | –    |
| Parijs               | –   | –    | –    | –    | –   | –    |
| olympisch            |     |      |      |      |     |      |
| Olympische Spelen    | –   | g.t. | g.t. | g.t. | –   | g.t. |
| statistieken         |     |      |      |      |     |      |
| totaal aantal titels | 0   | 0    | 0    | 0    | 0   | 0    |
| eindejaarsranking    | 188 | 207  | 135  | 143  | 236 | 127  |

### Dubbelspel
| toernooi             | 2015 | 2016 | 2017 |
| -------------------- | ---- | ---- | ---- |
| grandslamtoernooien  |      |      |      |
| Australian Open      | –    | –    | –    |
| Roland Garros        | –    | –    | –    |
| Wimbledon            | 1R   | –    | –    |
| US Open              | –    | –    | –    |
| ATP Masters 1000     |      |      |      |
| (nog) geen deelnames |      |      |      |
| olympisch            |      |      |      |
| Olympische Spelen    | g.t. | –    | g.t. |
| statistieken         |      |      |      |
| totaal aantal titels | 0    | 0    | 0    |
| eindejaarsranking    | 191  | 284  | 158  |